# NGC 152
NGC 152 è un ammasso aperto situato nella costellazione del Tucano.

## Descrizione
L'ammasso fa parte della Piccola Nube di Magellano. 
Ha un'età stimata in 1,40 ± 0,20 miliardi di anni, con una metallicità di -0,73 [Fe/H], una massa di 1,67 x 105 {\displaystyle M_{\odot }} o 0,25 x 105 {\displaystyle M_{\odot }} a seconda del modello utilizzato e una luminosità di 0,80 x 105 {\displaystyle L_{\odot }}. Gli ammassi più vecchi hanno in genere una luminosità più bassa in rapporto alla loro massa, cioè un rapporto massa/luminosità più alto.

## Scoperta
L'ammasso NGC 152 è stato scoperto il 20 settembre 1835 dall'astronomo britannico John Herschel.